# 神指村
神指村（こうざしむら）は、福島県にかつて存在した村。北会津郡に属していた。現在は会津若松市の一部であり、当項目では現在の会津若松市神指町についても述べる。

## 沿革
- 1875年（明治8年）8月12日 - 上神指村、下神指村、東神指村および横沼村が合併し北四合村となったほか、天満村、如来堂村、小見村および西城戸村が合併して中四合村、幕ノ内村、柳原村、深川村および鍛冶屋敷村が合併して南四合村となった。
- 1877年（明治10年）1月20日 - 新屋敷分および石上分の一部が合併して新屋敷村となった。
- 1877年（明治10年）2月20日 - 若宮分、石上分および千石町分のそれぞれ一部が合併して若宮村となった。
- 1883年（明治16年）3月5日 - 新屋敷村、若宮村、東城戸村が合併して黒川村となった。
- 1889年（明治22年）4月1日 - 町村制が施行され、北会津郡南四合村、黒川村、中四合村、高瀬村、北四合村および高久村が合併し、神指村が成立した。
- 1955年（昭和30年）1月1日 - 当時の若松市に編入され、廃止された。

## 現在
現在の会津若松市北西部にあたり、商業地、工場、住宅地、農村集落、水田、畑地などが広がる。また、地区の西側を阿賀川が流れており、北会津地区との間に会津大橋、蟹川橋が架かる。加えて、磐越自動車道が経由している（インターチェンジ等はない）。
工業施設として、SPANSION JAPANの工場が北部にあるほか、神指町南部の国道118号沿いにはドン・キホーテなどの商業施設が立ち並ぶ。

### 自然
- 阿賀川
- 湯川

### 史跡・神社・寺院など
- 高瀬の大木
- 神指城跡
- 新選組殉難の地
- 神明神社
- 十二天神社
- 熊野神社
- 一本木稲荷神社
- 住吉神社
- 八幡神社
- 菅原神社
- 稲荷神社
- 伊佐須美神社
- 十二天神社
- 福昌寺
- 延命寺
- 新城寺
- 正法寺
- 極楽寺
- 長福寺
- 真徳寺
- 昭明寺

### 交通
- 国道49号
- 国道118号
  - 若松西バイパス
- 国道252号
- 福島県道59号会津若松三島線
- 福島県道326号浜崎高野会津若松線
- 福島県道328号中沢西若松停車場線

### 施設
- 会津若松市下水浄化工場
- 会津自動車学校

### 学校
- 会津若松市立神指小学校
- 会津若松市立第六中学校

### 商業施設
- アピタ会津若松店（ユニー運営のショッピングセンター）(現在はメガドンキホーテになっている)
- ケーヨーデイツー（現・DCM）
- セブンイレブン
- ローソン
- ファミリーマート
- カインズ
- スターバックス
- マルハン

### 観光地
- 神指温泉

## 主要地区
主要地区の現況を述べる。

### 高瀬
神指町中部の地区。水田、集落などが広がり、地区内には高瀬の大木などがある。また、地区周辺には神指城の跡地がある。周辺には高瀬新田地区があり、国道49号が経由しているほか、市立神指小学校がある。加えて、本地区の周辺には高瀬新田、高瀬本田などの集落がある。神指城の跡地にある高瀬のケヤキと呼ばれる欅の木があり樹齢500年と言われている木で、国指定天然記念物に指定されている。その隣に福昌寺という寺があり金売り三兄弟の伝説が残る。

### 黒川
神指町東部の地区。水田、集落などが広がる。また、地区内を国道252号、福島県道328号中沢西若松停車場線が縦断しており、福島県道326号浜崎高野会津若松線も東側を縦断している。国道沿いには会津自動車学校などの施設が立つほか、地区の東部に市立第六中学校がある。また、地区を旧湯川が流れている。加えて、本地区周辺には、東城戸などの集落がある。

### 南四合
神指町南部の地区。国道118号若松西バイパスが地区を縦断するほか、福島県道59号会津若松三島線などが通る。また、地区の西側を阿賀川が流れており、阿賀川には蟹川橋が架かる。加えて、湯川放水路が地区の北側を通っている。そのほか、地区の南部には松本産業などの工場や、アピタ、ケーヨーデイツーなどの商業施設が立つ。本地区の周辺には、幕内、深川などの集落がある。

### 中四合
神指町中部の地区。福島県道328号中沢西若松停車場線などが通る。水田、集落などが広がるほか、地区南部には花春酒造の工場があり、地区の西側を阿賀川が流れる。加えて、地区周辺には、天満、小見、如来堂などの集落がある。

### 北四合
神指町北部の地区。磐越自動車道が通過するほか、国道49号が地区を縦断する。その他、会津広域農道が地区を横断し、地区の西側を流れる阿賀川には会津大橋が架かる。地区内には水田などが広がるほか、神指温泉、会津若松市の下水浄化工場がある。加えて地区周辺には、上神指、東神指、榎木壇、下神指、横沼などの集落がある。

### 高久
神指町北部の地区。国道49号が地区を縦断する。また、地区の西側を阿賀川、東側を旧湯川が流れている。地区内には水田、集落などが広がるほか、地区北部の国道49号沿いにはSPANSION JAPANの工場がある。地区内には高久集落がある。